# تومي كازانوفا
تومي كازانوفا (بالإنجليزية: Tommy Casanova)‏ هو لاعب كرة قدم أمريكية وسياسي أمريكي، ولد في 29 يوليو 1950 في نيو أورلينز في الولايات المتحدة. حزبياً، نشط في الحزب الجمهوري. وقد انتخب عضو مجلس ولاية لويزيانا.

## روابط خارجية
- تومي كازانوفا على موقع مرجع كرة القدم المحترفة.كوم (الإنجليزية)
- تومي كازانوفا على موقع قاعة لويزيانا للمشاهير الرياضية (الإنجليزية)